# 入間郡
- 令制国一覧 > 東海道 > 武蔵国 > 入間郡
- 日本 > 関東地方 > 埼玉県 > 入間郡

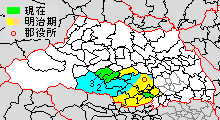
埼玉県入間郡の範囲（1.三芳町 2.毛呂山町 3.越生町 水色：後に他郡から編入した区域 薄黄：後に他郡に編入された区域）

入間郡（いるまぐん）は、埼玉県（武蔵国）の郡。
人口82,060人、面積89.79km²、人口密度914人/km²。（2025年3月1日、推計人口）
以下の3町を含む。
- 三芳町（みよしまち）
- 毛呂山町（もろやままち）
- 越生町（おごせまち）

## 郡域
上記の3町以外では、現在の行政区画では概ね以下の区域に相当する。高麗郡から編入された地域は当該項目を参照。
- 川越市、所沢市、飯能市、狭山市、入間市、富士見市、坂戸市、鶴ヶ島市、日高市、ふじみ野市、東京都瑞穂町の北東部

以下の地域は隣接する郡から当郡に編入されている。
- 比企郡 → 入間郡 ： 川越市大字中老袋、鹿飼、上老袋、東本宿、下老袋および芳野台一 - 三丁目の一部（旧植木村）
- 秩父郡 → 入間郡 ： 飯能市大字坂石、坂石町分、南、南川、北川、高山、坂元（旧吾野村）、上名栗、下名栗（旧名栗村）

以下の地域は当郡から隣接する郡に編入されている。
- 入間郡 → 北足立郡 ： 志木市大字宗岡および上宗岡一 - 五丁目、中宗岡一 - 五丁目、下宗岡一 - 四丁目（旧宗岡村）、富士見市大字水子、針ヶ谷および針ヶ谷一・二丁目、水谷一・二丁目、水谷東一 - 三丁目、東みずほ台一 - 四丁目、西みずほ台一 - 三丁目、榎町（旧水谷村）
- 入間郡 → 西多摩郡 ： 東京都瑞穂町大字二本木の第二区・第三区・第四区の全域と第十区の一部、および狭山台を除く地区（旧元狭山村）

## 古代から近世まで
7世紀ごろに武蔵国の郡として成立。交通路として古代の官道東山道武蔵路の枝道「入間路」が整備されていたほか、入間川及びその支流の水運も使用していた模様である。『万葉集』巻14東歌（あずまうた）・3778番に「伊利麻治能　於保屋我波良能　伊波為都良　此可婆奴流奴流　和尓奈多要曽称」（入間道の　於保屋が原の　いはゐつら　引かばぬるぬる　吾にな絶えそね）がある。現在「入間」は「いるま」と読むが、古くは「いりま」と発音していたことが知られる。郡衙は現在の川越市にあったものと見られ、同市大字的場字地蔵堂の霞ヶ関遺跡が郡衙跡であろうと考えられている（所沢市・坂戸市内の別の遺跡を郡衙跡に比定する説もある。またこれらの遺跡は古代の駅家跡であると見る意見もある）。716年、朝廷が駿河など7ヶ国に居住していた旧高句麗の遺民1799人を武蔵国に移し高麗郡を設置。この際に入間郡域の西側の一部を高麗郡域に当てたものと見られる。高麗郡は律令制下では小郡に分類され、二郷のみであったものの、中世以降高麗郡域が東側に拡大し、江戸時代には入間川が入間郡と高麗郡の境界となっていた。また758年、朝廷は帰化新羅僧32人、尼2人、男19人、女21人を武蔵国の空いた場所に移した。その場所が後に新羅郡、更に新座郡となる。同郡の郡域は入間郡の東辺の一部を割いて設けたものと見られ、郡内は志木郷と余戸のみの小郡であった。768年（神護景雲2年）に全国から善行の者が選ばれ終身の税を免ぜられたが同様に宝亀3年に入間郡の人で矢田部黒麻呂が孝養を理由に終身の田租を免ぜられている。833年、多摩郡との境に悲田処が設けられた。中世以降、「入間路」は鎌倉街道上道の本道となった。

### 古地名
和名類聚抄に6郷および郡家郷と余戸郷が記されている。比定は日本歴史地名大系による。
麻羽（あさは）
坂戸市浅羽を遺名地とし、その一帯に比定されている。
大家（おほやけ）
不詳。坂戸市森戸にかつてあった大在家村を遺名地とする説（風土記稿）があり、それによって明治期に大家村と命名されている。ほかにふじみ野市から富士見市にかけてに比定する説、越生町大谷との関連を見る説がある。『万葉集』「東歌」に「入間道の大家が原のいはゐづら ひかばぬるぬる吾にな絶えそね｣がある。
郡家
郡衙所在地と考えられるが不詳。川越市久下戸を遺名地とする説、狭山市入間川（かつては単に入間村と呼んでいたとされる）を郡衙所在地と推定する説（風土記稿）がある。
高階（たかしな）
不詳。越生町・毛呂山町の一帯に比定する説、所沢市山口に比定する説、川越市高島を遺称地とする説がある。なお高階村（現・川越市）は高階郷の地とする伝承により明治期に命名されたもの。
安刀
不詳。所沢市北野・久米の一帯に比定する説、川越市上戸・霞ヶ関の一帯に比定する説、坂戸市粟生田・上吉田・赤尾の一帯に比定する説がある。東秩父村安戸を遺名地とする説もあるが、比企郡を挟んで距離があり難がある。
山田（やまた）
川越市山田から大仙波にかけての一帯に比定されている。川越市山田は直接的な遺名地ではなく、中世の山田荘にちなんだ明治期の命名である。
廣瀬（ひろせ）
狭山市上広瀬および下広瀬を遺名地とし、狭山市から飯能市にかけてに比定されている。近世には高麗郡に位置している。
余戸
不詳。坂戸市横沼・小沼・赤尾の一帯に比定する説、狭山市の一部とする説がある。

## 近代以降

### 近代以降の沿革
- 「旧高旧領取調帳」に記載されている明治初年時点での支配は以下の通り。●は村内に寺社領が、○は寺社除地（領主から年貢免除の特権を与えられた土地）が存在。幕府領は松村忠四郎支配所、江川太郎左衛門支配所（韮山代官所）、木村飛騨守支配所が管轄。下記のほか、川越城下17町（江戸町、鍛冶町、上松江町、川越、喜多町、行伝寺門前町、堺町、志義町、志多町、高沢町、多賀町、本町、南町、宮ノ下、妙養寺門前町、養寿院門前町、蓮馨寺門前町）が存在したが、川越町1町として数える。（2町256村）

| 知行         | 知行                           | 村数     | 村名 |
| ------------ | ------------------------------ | -------- | --- |
| 幕府領       | 幕府領（松村）                 | 37村     | 萱方新田、駒寺野新田、勘六新田、所沢村、大岱村、北秋津村、上安松村、●下安松村、牛沼村、下新井村、神谷新田、平塚新田、堀金新田、北永井村、南永井村、上富村、亀ヶ谷村、本郷村、城村、●越生村、黒岩村、成瀬村、津久根村、大満村、上谷村、加佐志村、三ツ木村（現狭山市）、南畑新田、下南畑村、上南畑村、●氷川村、●堀之内村（現所沢市山口）、打越村、北岩岡村、北中村、●扇町屋村、善蔵新田 |
| 幕府領       | 幕府領（木村）                 | 1村      | 中神村 |
| 幕府領       | 旗本領                         | 68村     | 大在家村、森戸新田、厚川村、●多和目村、上浅羽村、●四日市場村、欠之上村、●久米村、上吉田村、片柳村、片柳新田、関間新田、戸口村、中里村、新堀村（現坂戸市）、堀籠村、善能寺村、小山村、竹之内村、北浅羽村、今西村、金田村、和田村（現坂戸市）、新ヶ谷村、●毛呂本郷、●小田谷村、●長瀬村、●前久保村、●滝野入村、阿諏訪村、●大谷木村、権現堂村、宿谷村、●川角村、●平山村、●馬場村、●堀込村、大久保村（現毛呂山町）、大類村、如意村、箕和田村、●西戸村、大谷村、●和田村（現越生町）、●小杉村、鹿下村、●南入曽村、岩崎村、●上山口村、●新堀村（現所沢市）、川辺村、大鐘村、●勝楽寺村、●北野村、山城村、柏原新田、●大袋村、●入間川村、●堀之内村（現所沢市堀之内）、●坊村、荻原村、中野村、大森村、矢寺村、宮寺新田、宮野新田、高根村、駒形富士山村 |
| 幕府領       | 幕府領（松村）・旗本領         | 16村     | 下浅羽村、●上新井村、坂ノ下村、大塚村（現坂戸市）、苦林村、上藤沢村、●下藤沢村、北入曽村、町谷村、菩提木村、荒幡村、林村、●三ヶ島村、糀谷村、富士山栗原新田、●新久村 |
| 幕府領       | 幕府領（江川）・旗本領         | 3村      | ●市場村、二本木村、●黒須村 |
| 幕府領       | 幕府領（木村）・旗本領         | 2村      | 花ノ木村、下谷ヶ貫村 |
| 藩領         | 武蔵川越藩                     | 2町 95村 | 並木村、南田島村、牛子村、木野目村、小中居村、大中居村、高島村、八ツ島村、古谷上村、●古谷本郷、久下戸村、中富村、下富村、水野村、堀兼村、中新田村、上赤坂村、下赤坂村、上松原村、下松原村、中福村、今福村、大塚村（現川越市）、大塚新田、豊田新田、豊田本村、野田村、野田新田、新宿村、竹間沢村、大井町、苗間村、亀窪村、藤久保村、島田村、●塚越村、青木村、小沼村、横沼村、紺屋村、中小坂村、扇河岸、砂新田、砂村、上新河岸、寺尾村、下新河岸、藤馬村、福岡新田、大久保村（現富士見市）、鶴ケ岡村、川崎村、古市場村、渋井村、福岡村、中福岡村、池辺村、小ヶ谷村、小室村、今成村、上寺山村、中寺山村、下寺山村、福田村、網代村、志垂村、宿粒村、向小久保村、●坂戸村、粟生田村、府川村、高畠村、谷中村、石田本郷、菅間村、北田島村、石田村、鴨田村、青柳村、鶴間村、勝瀬村、水子村、上奥富村、大袋新田、小久保村、脇田村、東明寺村、寺井宿、寺井松郷、寺井伊佐沼、松郷、杉下村、川越町（川越城下17町）、●大仙波村、岸村、伊佐沼村、大仙波新田 |
| 藩領         | 上野前橋藩                     | 5村      | 成願寺村、針ヶ谷村、鶴間村下分（鶴間村のうち）、●寺竹村、●○峯村、●○木蓮寺村 |
| 藩領         | 下総古河藩                     | 3村      | ●森戸村、萱方村、石井村 |
| 藩領         | 上総久留里藩                   | 2村      | 葛貫村、●上野村 |
| 藩領         | 下総佐倉藩                     | 1村      | 小谷田村 |
| 幕府領・藩領 | 幕府領（松村）・川越藩         | 1村      | 宗岡村 |
| 幕府領・藩領 | 幕府領（松村）・前橋藩         | 3村      | ●堂山村、黒山村、高倉村 |
| 幕府領・藩領 | 幕府領（松村・木村）・前橋藩   | 1村      | 上谷ヶ貫村 |
| 幕府領・藩領 | 幕府領（木村）・佐倉藩         | 1村      | 根岸村 |
| 幕府領・藩領 | 幕府領（松村）・旗本領・佐倉藩 | 1村      | ●小ヶ谷戸村 |
| 幕府領・藩領 | 旗本領・川越藩                 | 7村      | 今泉村、砂久保村、赤尾村、駒林村、藤倉村、増形村、下奥富村 |
| 幕府領・藩領 | 旗本領・古河藩                 | 5村      | 峰村、塚崎村、長岡村、沢木村、●下河原村 |
| 幕府領・藩領 | 旗本領・前橋藩                 | 1村      | 三ツ木村（現入間市） |
| その他       | 寺社領                         | 3村      | 小用村、竜ヶ谷村、小仙波村 |

- 慶応4年
  - 6月29日（1868年8月17日） – 韮山代官所が韮山県となる。
  - 7月10日（1868年8月27日） - 旧幕府代官の松村長為（忠四郎）が武蔵知県事に就任。
  - 8月8日（1868年9月23日） - 武蔵知県事が松村長為から古賀定雄（一平）に交代。
  - 以上の変更により、幕府領・旗本領のうち、堂山村および上谷ヶ貫村の一部（旧松村支配所管轄分）が前橋藩、北永井村・南永井村・上富村・亀ヶ谷村・本郷村・坂ノ下村・城村・加佐志村・三ツ木村（現狭山市）・氷川村・堀之内村（現所沢市山口）・打越村・川角村・平山村・馬場村・堀込村・南入曽村・岩崎村・上山口村・新堀村・川辺村・大鐘村・勝楽寺村・山城村・柏原新田・大袋村・入間川村・上藤沢村・下藤沢村・北入曽村・町谷村・菩提木村・今泉村・駒林村・藤倉村・増形村・下奥富村・下河原村および宿谷村の一部（旧木下氏知行分）が武蔵知県事、その他が韮山県の管轄となる。
  - 久留里藩の領地替えにともない、葛貫村が武蔵知県事、上野村が韮山県の管轄となる。
  - 川越藩領のうち、増形村・下奥富村が武蔵知県事の管轄となる。
- 明治初年 - 堀之内村（現所沢市堀之内）が三ヶ島堀内村に改称。
- 明治2年
  - 1月13日（1869年2月23日） - 武蔵知県事・古賀定雄の管轄区域に品川県を設置。
  - 4月 – 当郡内の品川県の管轄地域が韮山県に移管。
- 明治4年
  - 7月14日（1871年8月29日） - 廃藩置県により、藩領が川越県、前橋県、古河県、佐倉県となる。
  - 11月14日（1871年12月25日） - 第1次府県統合により、全域が入間県の管轄となる。
- 1873年（明治6年）
  - 6月15日 - 入間県が群馬県（第1期）と合併して熊谷県となる。
  - 寺井宿・寺井松郷・寺井伊佐沼が合併して寺井村となる。（2町254村）
  - 藤馬村が藤間村に改称。
- 1874年（明治7年）（2町251村）
  - 神谷新田・平塚新田・堀金新田が合併して神米金村となる。
  - 杉下村が松郷に編入。
- 1875年（明治8年）（2町231村）
  - 小ヶ谷戸村・坊村・荻原村・中野村・大森村・矢寺村・宮寺新田・宮野新田および二本木村のうち旧旗本坂部氏知行が合併して宮寺村となる。
  - 氷川村・堀之内村（現所沢市山口）・打越村・岩崎村・町谷村・菩提木村が合併して山口村となる。
  - 平山村・馬場村・堀込村が合併して岩井村となる。
  - 四日市場村が高麗郡四日市場新田を編入。
  - 萱方新田が上浅羽村に、勘六新田が駒寺野新田に、大在家村が森戸村に、新堀村（現所沢市）・川辺村・大鐘村が上山口村に、多和目村のうち旧寺社領が高麗郡田波目村にそれぞれ編入。
- 1876年（明治9年）
  - 8月21日 - 第2次府県統合により、熊谷県が武蔵国の管轄地域を埼玉県に合併して群馬県（第2期）に改称。当郡域は埼玉県の管轄となる。
  - 上浅羽村・下浅羽村が合併して浅羽村となる。（2町230村）
- 1879年（明治12年）（2町231村）
  - 3月17日 - 郡区町村編制法の埼玉県での施行により、行政区画としての入間郡が発足。郡役所は川越町（川越城跡、現在の川越市役所付近）に設置され、高麗郡とともに管轄。
  - それにともない、2ヶ所ずつ存在した和田村、三ツ木村、大久保村、大塚村がそれぞれ東和田村（現坂戸市）、西和田村（現越生町）、東三ツ木村（現狭山市）、西三ツ木村（現入間市）、東大久保村（現富士見市）、西大久保村（現毛呂山町）、南大塚村（現川越市）、北大塚村（現坂戸市）に改称。
  - 峰村が北峰村、峯村が南峯村にそれぞれ改称。
  - 北多摩郡日比田村の所属郡が当郡に変更。
- 1880年（明治13年） - 大岱村の所属郡が北多摩郡に変更され、郡より離脱。（2町230村）
- 1881年（明治14年） - 所沢村が所沢町に改称。（3町229村）
- 1885年（明治18年） - 高畠村が府川村に編入。（3町228村）

### 町村制以降の沿革
- 1889年（明治22年）4月1日 - 町村制の施行により、以下の町村が発足。（4町46村）

- 川越町 ← 川越町（川越城下17町）、松郷、東明寺村、小久保村、脇田村、小仙波村、寺井村及び野田村の区域の一部（現川越市）
- 芳野村 ← 北田島村、谷中村、鴨田村、石田本郷、菅間村、伊佐沼村（現川越市）
- 古谷村 ← 古谷上村、古谷本郷、小中居村、大中居村、高島村、八ッ島村（現川越市）
- 南古谷村 ← 今泉村、南田島村、久下戸村、並木村、牛子村、古市場村、木野目村、渋井村（現川越市）
- 仙波村 ← 大仙波村、大仙波新田、岸村、新宿村（現川越市）
- 高階村 ← 砂新田、砂村、寺尾村、藤間村、扇河岸、上新河岸、下新河岸（現川越市）
- 福岡村 ← 福岡村、中福岡村、川崎村、駒林村、福岡新田（現ふじみ野市）
- 大井村 ← 大井町、苗間村、鶴ケ岡村、亀窪村（現ふじみ野市）
- 鶴瀬村 ← 鶴馬村、勝瀬村（現富士見市）
- 南畑村 ← 上南畑村、下南畑村、南畑新田、東大久保村（現富士見市）
- 宗岡村（単独村制。現志木市）
- 水谷村 ← 水子村、針ヶ谷村（現富士見市）
- 三芳村 ← 藤久保村、竹間沢村、北永井村、上富村（現三芳町）
- 柳瀬村 ← 亀ヶ谷村、坂ノ下村、城村、南永井村、日比田村、本郷村（現所沢市）
- 松井村 ← 上安松村、下安松村、下新井村、牛沼村（現所沢市）
- 富岡村 ← 中富村、下富村、北岩岡村、神米金村、北中村および所沢町の一部（現所沢市）
- 所沢町（所沢町が上新井村の区域の一部及び久米村の区域の一部を編入して、単独町制。現所沢市）
- 荒幡村、北秋津村、久米村、山口村、上山口村、勝楽寺村（それぞれ単独村制。現所沢市）
- 小手指村 ← 北野村、上新井村（現所沢市）
- 三ヶ島村 ← 三ヶ島村、三ヶ島堀内村、糀谷村、林村（現所沢市）
- 元狭山村 ← 駒形富士山村（現入間市）、高根村、富士山栗原新田（現東京都西多摩郡瑞穂町）、二本木村（現入間市、東京都西多摩郡瑞穂町）
- 宮寺村（単独村制。現入間市）
- 金子村 ← 上谷ヶ貫村、下谷ヶ貫村、寺竹村、西三ッ木村、南峯村、木蓮寺村、花ノ木村、中神村、根岸村（現入間市）
- 東金子村 ← 小谷田村、新久村（現入間市）
- 豊岡町 ← 扇町屋村、黒須村、高倉村、善蔵新田（現入間市）
- 藤沢村 ← 下藤沢村、上藤沢村（現入間市）
- 入間村 ← 南入曽村、北入曽村、水野村（現狭山市）
- 堀兼村 ← 堀兼村、青柳村、加佐志村、東三ッ木村、上赤坂村、中新田村（現狭山市）
- 福原村 ← 今福村、中福村、上松原村、下松原村、砂久保村、下赤坂村（現川越市）
- 奥富村 ← 上奥富村、下奥富村、柏原新田（現狭山市）
- 入間川村（単独村制。現狭山市）
- 日東村 ← 大袋村、大袋新田、藤倉村、山城村、増形村（現川越市）
- 大田村 ← 大塚新田、南大塚村、豊田本村、豊田新田、池辺村（現川越市）
- 田面沢村 ← 小室村、今成村、小ヶ谷村、野田新田及び野田村の区域の一部（現川越市）
- 山田村 ← 志垂村、中寺山村、下寺山村、福田村、網代村、宿粒村、向小久保村、府川村、石田村、上寺山村（現川越市）
- 三芳野村 ←  横沼村、紺屋村、中小坂村、青木村、小沼村（現坂戸市）
- 勝呂村 ← 石井村、島田村、赤尾村、塚越村（現坂戸市）
- 坂戸村 ← 坂戸村、浅羽村、片柳新田、片柳村、上吉田村、粟生田村、関間新田（現坂戸市）
- 入西村 ← 新堀村、小山村、竹之内村、長岡村、北浅羽村、今西村、金田村、沢木村、戸口村、新ヶ谷村、東和田村、中里村、塚崎村、北峰村、堀籠村、善能寺村、北大塚村（現坂戸市）
- 大家村 ← 森戸村、成願寺村、四日市場村、萱方村、欠野上村、厚川村、多和目村（現坂戸市）
- 川角村 ← 川角村、西戸村、市場村、箕和田村、西大久保村、大類村、苦林村、下河原村（現毛呂山町）
- 毛呂村 ← 毛呂本郷、長瀬村、小田谷村、前久保村、岩井村（現毛呂山町）
- 滝野入村 ← 滝野入村、権現堂村、阿諏訪村、大谷木村、宿谷村、葛貫村（現毛呂山町）
- 越生町 ← 越生村、上野村、如意村、黒岩村、西和田村、大谷村、鹿下村、成瀬村及び比企郡古池村（現越生町）
- 梅園村 ← 小杉村、津久根村、大満村、黒山村、龍ヶ谷村、堂山村、上谷村及び比企郡麦原村（現越生町）
- 森戸新田、駒寺野新田が高麗郡高萩村の区域の一部となる。
- 小用村が比企郡今宿村の区域の一部となる。

- 1891年（明治24年）

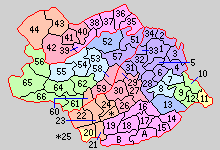
1.川越町 2.芳野村 3.古谷村 4.南古谷村 5.仙波村 6.高階村 7.福岡村 8.大井村 9.鶴瀬村 10.南畑村 11.宗岡村 12.水谷村 13.三芳村 14.柳瀬村 15.松井村 16.富岡村 17.所沢町 18.小手指村 19.三ヶ島村 20.元狭山村 21.宮寺村 22.金子村 23.東金子村 24.豊岡町 25.藤沢村 26.入間村 27.堀兼村 28.福原村 29.奥富村 30.入間川村 31.日東村 32.大田村 33.田面沢村 34.山田村 35.三芳野村 36.勝呂村 37.坂戸村 38.入西村 39.大家村 40.川角村 41.毛呂村 42.滝野入村 43.越生町 44.梅園村 51.名細村 52.鶴ヶ島村 53.高萩村 54.高麗川村 55.高麗村 56.東吾野村 57.霞ヶ関村 58.柏原村 59.水富村 60.元加治村 61.加治村 62.精明村 63.飯能町 64.原市場村 65.南高麗村 A.吾妻組合村 B.山口組合村 （紫：川越市 下桃：所沢市 下赤：狭山市 下橙：入間市 下水色：ふじみ野市 下緑：富士見市 上桃：坂戸市 上赤：毛呂山町 上橙：越生町 上水色：日高市 上緑：飯能市 黄の11：志木市 黄の20：東京都西多摩郡瑞穂町 青：合併なし）

  - 5月1日 - 吾妻組合村（荒幡村・北秋津村・久米村）が合併して吾妻村が発足。（4町44村）
  - 8月14日 - 入間川村が町制施行し入間川町となる。（5町43村）
  - 8月20日 - 滝野入村が山根村に改称。
- 1896年（明治29年）
  - 4月1日 - 入間郡、高麗郡及び比企郡の区域の一部をもって、改めて入間郡が発足。下記の町村が本郡の所属となる。（6町58村）
    - 旧高麗郡（1町14村） - 名細村、鶴ヶ島村、高萩村、高麗川村、高麗村、東吾野村、霞ヶ関村、柏原村、水富村、元加治村、加治村、精明村、飯能町、原市場村、南高麗村
    - 旧比企郡（1村） - 植木村

  - 8月1日 - 郡制を施行。
  - 12月15日 - 坂戸村が町制施行して坂戸町となる。（7町57村）
- 1902年（明治35年）6月1日 - 山口組合村（山口村・上山口村・勝楽寺村）が合併し、改めて山口村が発足。（7町55村）
- 1921年（大正10年）7月1日 - 秩父郡名栗村・吾野村（ともに現飯能市）の所属郡が当郡に変更。（7町57村）
- 1922年（大正11年）12月1日 - 川越町・仙波村が合併して川越市となり、郡より離脱。（6町56村）
- 1923年（大正12年）4月1日 - 郡会が廃止。郡役所は存続。
- 1926年（大正15年）7月1日 - 郡役所が廃止。以降は地域区分名称となる。
- 1938年（昭和13年）5月1日 - 植木村が芳野村・古谷村に分割編入。（6町55村）
- 1939年（昭和14年）
  - 4月1日 - 山根村の区域の一部（大字葛貫の区域の一部）が高麗川村に、残部が毛呂村に編入。毛呂村は同日改称・町制施行して毛呂山町となる。（7町53村）
  - 12月1日 - 田面沢村が川越市に編入。（7町52村）
- 1943年（昭和18年）
  - 4月1日（7町43村）
    - 所沢町・松井村・富岡村・小手指村・吾妻村・山口村が合併し、改めて所沢町が発足。
    - 飯能町・精明村・元加治村・加治村・南高麗村が合併し、改めて飯能町が発足。

  - 11月3日 - 大田村・日東村が合併して大東村が発足。（7町42村）
- 1944年（昭和19年）2月11日 - 宗岡村・水谷村が北足立郡志木町及び内間木村の区域の一部（荒川西岸部）と合併して北足立郡志紀町が発足し、郡より離脱[8]。（7町40村）
- 1950年（昭和25年）11月3日 - 所沢町が市制施行して所沢市となり、郡より離脱。（6町40村）
- 1954年（昭和29年）
  - 1月1日 - 飯能町が市制施行して飯能市となり、郡より離脱。（5町40村）
  - 4月1日 - 東金子村が飯能市の区域の一部（旧元加治村の大字野田、仏子）を編入のうえ町制施行、即日改称して西武町となる。（6町39村）
  - 7月1日（5町30村）
    - 入間川町・奥富村・入間村・堀兼村・柏原村・水富村が合併して狭山市が発足し、郡より離脱。
    - 坂戸町・勝呂村・三芳野村・入西村・大家村が合併し、改めて坂戸町が発足。
- 1955年（昭和30年）
  - 2月11日（6町27村）
    - 越生町・梅園村が合併し、改めて越生町が発足。
    - 高麗川村・高麗村が合併して日高町が発足。

  - 4月1日（6町15村）
    - 芳野村・山田村・古谷村・南古谷村・高階村・福原村・大東村・名細村・霞ヶ関村が川越市に編入。
    - 柳瀬村・三ヶ島村が所沢市に編入。
    - 毛呂山町・川角村が合併し、改めて毛呂山町が発足。
- 1956年（昭和31年）
  - 9月20日 - 高萩村が日高町に編入。（6町14村）
  - 9月30日（6町7村）
    - 東吾野村・原市場村・吾野村が飯能市に編入。
    - 豊岡町・藤沢村・宮寺村・金子村・西武町の区域の一部（旧東金子村の大字小谷田、新久）が合併して武蔵町が発足。
    - 鶴瀬村・南畑村が北足立郡水谷村と合併して富士見村が発足。
- 1958年（昭和33年）
  - 10月14日 - 元狭山村の区域の一部（大字二本木の一部及び狭山台）が武蔵町に編入。
  - 10月15日 - 元狭山村の区域の残部（大字二本木の一部及び大字駒形富士山、高根、富士山栗原新田）が東京都西多摩郡瑞穂町に編入され、郡から離脱。（6町6村）
- 1960年（昭和35年）11月3日 - 福岡村が町制施行して福岡町となる。（7町5村）
- 1964年（昭和39年）4月1日 - 富士見村が町制施行して富士見町となる。（8町4村）
- 1966年（昭和41年）
  - 4月1日 - 鶴ヶ島村が町制施行して鶴ヶ島町となる。（9町3村）
  - 11月1日 - 武蔵町が入間町と改称した[9]上で即日市制施行[10]して入間市となり、郡より離脱。（8町3村）
  - 11月3日 - 大井村が町制施行して大井町となる。（9町2村）
- 1967年（昭和42年）4月1日 - 西武町が入間市に編入。（8町2村）
- 1970年（昭和45年）11月3日 - 三芳村が町制施行して三芳町となる。（9町1村）
- 1972年（昭和47年）
  - 4月9日 - 福岡町が改称、即日市制施行して上福岡市となり、郡より離脱。（8町1村）
  - 4月10日 - 富士見町が市制施行して富士見市となり、郡より離脱。（7町1村）
- 1976年（昭和51年）9月1日 - 坂戸町が市制施行して坂戸市となり、郡より離脱。（6町1村）
- 1991年（平成3年）
  - 9月1日 - 鶴ヶ島町が市制施行して鶴ヶ島市となり、郡より離脱。（5町1村）
  - 10月1日 - 日高町が市制施行して日高市となり、郡より離脱。（4町1村）
- 2005年（平成17年）
  - 1月1日 - 名栗村が飯能市に編入。（4町）
  - 10月1日 - 大井町が上福岡市と合併してふじみ野市が発足し、郡より離脱。（3町）

### 変遷表
| 明治22年4月1日                            | 明治22年 - 明治45年         | 大正元年 - 大正15年    | 昭和元年 - 昭和19年                  | 昭和20年 - 昭和34年           | 昭和20年 - 昭和34年                                                             | 昭和20年 - 昭和34年                   | 昭和35年 - 昭和64年              | 昭和35年 - 昭和64年              | 平成元年 - 現在             | 現在       |
| ----------------------------------------- | --------------------------- | ---------------------- | ------------------------------------ | ----------------------------- | ------------------------------------------------------------------------------- | ------------------------------------- | -------------------------------- | -------------------------------- | --------------------------- | ---------- |
| 川越町                                    | 川越町                      | 大正11年12月1日 川越市 | 川越市                               | 川越市                        | 川越市                                                                          | 川越市                                | 川越市                           | 川越市                           | 川越市                      | 川越市     |
| 仙波村                                    | 仙波村                      | 大正11年12月1日 川越市 | 川越市                               | 川越市                        | 川越市                                                                          | 川越市                                | 川越市                           | 川越市                           | 川越市                      | 川越市     |
| 田面沢村                                  | 田面沢村                    | 田面沢村               | 昭和14年12月1日 川越市に編入         | 川越市                        | 川越市                                                                          | 川越市                                | 川越市                           | 川越市                           | 川越市                      | 川越市     |
| 山田村                                    | 山田村                      | 山田村                 | 山田村                               | 昭和30年4月1日 川越市に編入   | 昭和30年4月1日 川越市に編入                                                     | 昭和30年4月1日 川越市に編入           | 川越市                           | 川越市                           | 川越市                      | 川越市     |
| 南古谷村                                  | 南古谷村                    | 南古谷村               | 南古谷村                             | 昭和30年4月1日 川越市に編入   | 昭和30年4月1日 川越市に編入                                                     | 昭和30年4月1日 川越市に編入           | 川越市                           | 川越市                           | 川越市                      | 川越市     |
| 高階村                                    | 高階村                      | 高階村                 | 高階村                               | 昭和30年4月1日 川越市に編入   | 昭和30年4月1日 川越市に編入                                                     | 昭和30年4月1日 川越市に編入           | 川越市                           | 川越市                           | 川越市                      | 川越市     |
| 福原村                                    | 福原村                      | 福原村                 | 福原村                               | 昭和30年4月1日 川越市に編入   | 昭和30年4月1日 川越市に編入                                                     | 昭和30年4月1日 川越市に編入           | 川越市                           | 川越市                           | 川越市                      | 川越市     |
| 大田村                                    | 大田村                      | 大田村                 | 昭和18年11月3日 大東村               | 昭和30年4月1日 川越市に編入   | 昭和30年4月1日 川越市に編入                                                     | 昭和30年4月1日 川越市に編入           | 川越市                           | 川越市                           | 川越市                      | 川越市     |
| 日東村                                    | 日東村                      | 日東村                 | 昭和18年11月3日 大東村               | 昭和30年4月1日 川越市に編入   | 昭和30年4月1日 川越市に編入                                                     | 昭和30年4月1日 川越市に編入           | 川越市                           | 川越市                           | 川越市                      | 川越市     |
| 芳野村                                    | 芳野村                      | 芳野村                 | 芳野村                               | 昭和30年4月1日 川越市に編入   | 昭和30年4月1日 川越市に編入                                                     | 昭和30年4月1日 川越市に編入           | 川越市                           | 川越市                           | 川越市                      | 川越市     |
| 比企郡 植木村                             | 明治29年3月29日 入間郡      | 植木村                 | 昭和13年5月1日 芳野村に編入          | 昭和30年4月1日 川越市に編入   | 昭和30年4月1日 川越市に編入                                                     | 昭和30年4月1日 川越市に編入           | 川越市                           | 川越市                           | 川越市                      | 川越市     |
| 比企郡 植木村                             | 明治29年3月29日 入間郡      | 植木村                 | 昭和13年5月1日 古谷村に編入          | 昭和30年4月1日 川越市に編入   | 昭和30年4月1日 川越市に編入                                                     | 昭和30年4月1日 川越市に編入           | 川越市                           | 川越市                           | 川越市                      | 川越市     |
| 古谷村                                    | 古谷村                      | 古谷村                 | 古谷村                               | 昭和30年4月1日 川越市に編入   | 昭和30年4月1日 川越市に編入                                                     | 昭和30年4月1日 川越市に編入           | 川越市                           | 川越市                           | 川越市                      | 川越市     |
| 高麗郡 霞ヶ関村                           | 明治29年3月29日 入間郡      | 霞ヶ関村               | 霞ヶ関村                             | 昭和30年4月1日 川越市に編入   | 昭和30年4月1日 川越市に編入                                                     | 昭和30年4月1日 川越市に編入           | 川越市                           | 川越市                           | 川越市                      | 川越市     |
| 高麗郡 名細村                             | 明治29年3月29日 入間郡      | 名細村                 | 名細村                               | 昭和30年4月1日 川越市に編入   | 昭和30年4月1日 川越市に編入                                                     | 昭和30年4月1日 川越市に編入           | 川越市                           | 川越市                           | 川越市                      | 川越市     |
| 高麗郡 鶴ヶ島村                           | 明治29年3月29日 入間郡      | 鶴ヶ島村               | 鶴ヶ島村                             | 鶴ヶ島村                      | 鶴ヶ島村                                                                        | 鶴ヶ島村                              | 昭和41年4月1日 町制              | 昭和41年4月1日 町制              | 平成3年9月1日 市制          | 鶴ヶ島市   |
| 坂戸村                                    | 明治29年12月15日 町制       | 坂戸町                 | 坂戸町                               | 昭和29年7月1日 坂戸町         | 昭和29年7月1日 坂戸町                                                           | 昭和29年7月1日 坂戸町                 | 昭和51年9月1日 市制              | 昭和51年9月1日 市制              | 坂戸市                      | 坂戸市     |
| 勝呂村                                    | 勝呂村                      | 勝呂村                 | 勝呂村                               | 昭和29年7月1日 坂戸町         | 昭和29年7月1日 坂戸町                                                           | 昭和29年7月1日 坂戸町                 | 昭和51年9月1日 市制              | 昭和51年9月1日 市制              | 坂戸市                      | 坂戸市     |
| 三芳野村                                  | 三芳野村                    | 三芳野村               | 三芳野村                             | 昭和29年7月1日 坂戸町         | 昭和29年7月1日 坂戸町                                                           | 昭和29年7月1日 坂戸町                 | 昭和51年9月1日 市制              | 昭和51年9月1日 市制              | 坂戸市                      | 坂戸市     |
| 入西村                                    | 入西村                      | 入西村                 | 入西村                               | 昭和29年7月1日 坂戸町         | 昭和29年7月1日 坂戸町                                                           | 昭和29年7月1日 坂戸町                 | 昭和51年9月1日 市制              | 昭和51年9月1日 市制              | 坂戸市                      | 坂戸市     |
| 大家村                                    | 大家村                      | 大家村                 | 大家村                               | 昭和29年7月1日 坂戸町         | 昭和29年7月1日 坂戸町                                                           | 昭和29年7月1日 坂戸町                 | 昭和51年9月1日 市制              | 昭和51年9月1日 市制              | 坂戸市                      | 坂戸市     |
| 越生町                                    | 越生町                      | 越生町                 | 越生町                               | 昭和30年2月11日 越生町        | 昭和30年2月11日 越生町                                                          | 昭和30年2月11日 越生町                | 越生町                           | 越生町                           | 越生町                      | 越生町     |
| 梅園村                                    | 梅園村                      | 梅園村                 | 梅園村                               | 昭和30年2月11日 越生町        | 昭和30年2月11日 越生町                                                          | 昭和30年2月11日 越生町                | 越生町                           | 越生町                           | 越生町                      | 越生町     |
| 川角村                                    | 川角村                      | 川角村                 | 川角村                               | 昭和30年4月1日 毛呂山町       | 昭和30年4月1日 毛呂山町                                                         | 昭和30年4月1日 毛呂山町               | 毛呂山町                         | 毛呂山町                         | 毛呂山町                    | 毛呂山町   |
| 毛呂村                                    | 毛呂村                      | 毛呂村                 | 昭和14年4月1日 改称町制 毛呂山町     | 昭和30年4月1日 毛呂山町       | 昭和30年4月1日 毛呂山町                                                         | 昭和30年4月1日 毛呂山町               | 毛呂山町                         | 毛呂山町                         | 毛呂山町                    | 毛呂山町   |
| 滝野入村                                  | 明治24年8月20日 改称 山根村 | 山根村                 | 昭和14年4月1日 毛呂村に編入          | 昭和30年4月1日 毛呂山町       | 昭和30年4月1日 毛呂山町                                                         | 昭和30年4月1日 毛呂山町               | 毛呂山町                         | 毛呂山町                         | 毛呂山町                    | 毛呂山町   |
| 滝野入村                                  | 明治24年8月20日 改称 山根村 | 山根村                 | 昭和14年4月1日 高麗川村に編入        | 昭和30年2月11日 日高町        | 昭和30年2月11日 日高町                                                          | 昭和30年2月11日 日高町                | 日高町                           | 日高町                           | 平成3年10月1日 市制         | 日高市     |
| 高麗郡 高麗川村                           | 明治29年3月29日 入間郡      | 高麗川村               | 高麗川村                             | 昭和30年2月11日 日高町        | 昭和30年2月11日 日高町                                                          | 昭和30年2月11日 日高町                | 日高町                           | 日高町                           | 平成3年10月1日 市制         | 日高市     |
| 高麗郡 高麗村                             | 明治29年3月29日 入間郡      | 高麗村                 | 高麗村                               | 昭和30年2月11日 日高町        | 昭和30年2月11日 日高町                                                          | 昭和30年2月11日 日高町                | 日高町                           | 日高町                           | 平成3年10月1日 市制         | 日高市     |
| 高麗郡 高萩村                             | 明治29年3月29日 入間郡      | 高萩村                 | 高萩村                               | 高萩村                        | 昭和31年9月20日 日高町に編入                                                    | 昭和31年9月20日 日高町に編入          | 日高町                           | 日高町                           | 平成3年10月1日 市制         | 日高市     |
| 秩父郡 名栗村                             | 秩父郡 名栗村               | 大正10年7月1日 入間郡  | 名栗村                               | 名栗村                        | 名栗村                                                                          | 名栗村                                | 名栗村                           | 名栗村                           | 平成17年1月1日 飯能市に編入 | 飯能市     |
| 秩父郡 吾野村                             | 秩父郡 吾野村               | 大正10年7月1日 入間郡  | 吾野村                               | 吾野村                        | 昭和31年9月30日 飯能市に編入                                                    | 昭和31年9月30日 飯能市に編入          | 飯能市                           | 飯能市                           | 飯能市                      | 飯能市     |
| 高麗郡 東吾野村                           | 明治29年3月29日 入間郡      | 東吾野村               | 東吾野村                             | 東吾野村                      | 昭和31年9月30日 飯能市に編入                                                    | 昭和31年9月30日 飯能市に編入          | 飯能市                           | 飯能市                           | 飯能市                      | 飯能市     |
| 高麗郡 原市場村                           | 明治29年3月29日 入間郡      | 原市場村               | 原市場村                             | 原市場村                      | 昭和31年9月30日 飯能市に編入                                                    | 昭和31年9月30日 飯能市に編入          | 飯能市                           | 飯能市                           | 飯能市                      | 飯能市     |
| 高麗郡 飯能町                             | 明治29年3月29日 入間郡      | 飯能町                 | 昭和18年4月1日 飯能町                | 昭和29年1月1日 市制           | 飯能市                                                                          | 飯能市                                | 飯能市                           | 飯能市                           | 飯能市                      | 飯能市     |
| 高麗郡 精明村                             | 明治29年3月29日 入間郡      | 精明村                 | 昭和18年4月1日 飯能町                | 昭和29年1月1日 市制           | 飯能市                                                                          | 飯能市                                | 飯能市                           | 飯能市                           | 飯能市                      | 飯能市     |
| 高麗郡 加治村                             | 明治29年3月29日 入間郡      | 加治村                 | 昭和18年4月1日 飯能町                | 昭和29年1月1日 市制           | 飯能市                                                                          | 飯能市                                | 飯能市                           | 飯能市                           | 飯能市                      | 飯能市     |
| 高麗郡 南高麗村                           | 明治29年3月29日 入間郡      | 南高麗村               | 昭和18年4月1日 飯能町                | 昭和29年1月1日 市制           | 飯能市                                                                          | 飯能市                                | 飯能市                           | 飯能市                           | 飯能市                      | 飯能市     |
| 高麗郡 元加治村                           | 明治29年3月29日 入間郡      | 元加治村               | 昭和18年4月1日 飯能町                | 昭和29年1月1日 市制           | 昭和29年4月1日 飯能市の一部 （旧元加治村）が 東金子村に編入 同日改称町制 西武町 | 西武町                                | 西武町                           | 昭和42年4月1日 入間市に編入      | 入間市                      | 入間市     |
| 東金子村                                  | 東金子村                    | 東金子村               | 東金子村                             | 東金子村                      | 昭和29年4月1日 飯能市の一部 （旧元加治村）が 東金子村に編入 同日改称町制 西武町 | 昭和31年9月30日 武蔵町                | 昭和41年11月1日 改称市制 入間市  | 昭和41年11月1日 改称市制 入間市  | 入間市                      | 入間市     |
| 豊岡町                                    | 豊岡町                      | 豊岡町                 | 豊岡町                               | 豊岡町                        | 豊岡町                                                                          | 昭和31年9月30日 武蔵町                | 昭和41年11月1日 改称市制 入間市  | 昭和41年11月1日 改称市制 入間市  | 入間市                      | 入間市     |
| 藤沢村                                    | 藤沢村                      | 藤沢村                 | 藤沢村                               | 藤沢村                        | 藤沢村                                                                          | 昭和31年9月30日 武蔵町                | 昭和41年11月1日 改称市制 入間市  | 昭和41年11月1日 改称市制 入間市  | 入間市                      | 入間市     |
| 宮寺村                                    | 宮寺村                      | 宮寺村                 | 宮寺村                               | 宮寺村                        | 宮寺村                                                                          | 昭和31年9月30日 武蔵町                | 昭和41年11月1日 改称市制 入間市  | 昭和41年11月1日 改称市制 入間市  | 入間市                      | 入間市     |
| 金子村                                    | 金子村                      | 金子村                 | 金子村                               | 金子村                        | 金子村                                                                          | 昭和31年9月30日 武蔵町                | 昭和41年11月1日 改称市制 入間市  | 昭和41年11月1日 改称市制 入間市  | 入間市                      | 入間市     |
| 元狭山村                                  | 元狭山村                    | 元狭山村               | 元狭山村                             | 元狭山村                      | 元狭山村                                                                        | 昭和33年10月14日 武蔵町に編入         | 昭和41年11月1日 改称市制 入間市  | 昭和41年11月1日 改称市制 入間市  | 入間市                      | 入間市     |
| 元狭山村                                  | 元狭山村                    | 元狭山村               | 元狭山村                             | 元狭山村                      | 元狭山村                                                                        | 昭和33年10月15日 西多摩郡瑞穂町に編入 | 東京都西多摩郡瑞穂町             | 東京都西多摩郡瑞穂町             | 瑞穂町                      | 瑞穂町     |
| 入間川村                                  | 明治24年8月14日 町制        | 入間川町               | 入間川町                             | 昭和29年7月1日 狭山市         | 昭和29年7月1日 狭山市                                                           | 昭和29年7月1日 狭山市                 | 狭山市                           | 狭山市                           | 狭山市                      | 狭山市     |
| 奥富村                                    | 奥富村                      | 奥富村                 | 奥富村                               | 昭和29年7月1日 狭山市         | 昭和29年7月1日 狭山市                                                           | 昭和29年7月1日 狭山市                 | 狭山市                           | 狭山市                           | 狭山市                      | 狭山市     |
| 入間村                                    | 入間村                      | 入間村                 | 入間村                               | 昭和29年7月1日 狭山市         | 昭和29年7月1日 狭山市                                                           | 昭和29年7月1日 狭山市                 | 狭山市                           | 狭山市                           | 狭山市                      | 狭山市     |
| 堀兼村                                    | 堀兼村                      | 堀兼村                 | 堀兼村                               | 昭和29年7月1日 狭山市         | 昭和29年7月1日 狭山市                                                           | 昭和29年7月1日 狭山市                 | 狭山市                           | 狭山市                           | 狭山市                      | 狭山市     |
| 高麗郡 柏原村                             | 明治29年3月29日 入間郡      | 柏原村                 | 柏原村                               | 昭和29年7月1日 狭山市         | 昭和29年7月1日 狭山市                                                           | 昭和29年7月1日 狭山市                 | 狭山市                           | 狭山市                           | 狭山市                      | 狭山市     |
| 高麗郡 水富村                             | 明治29年3月29日 入間郡      | 水富村                 | 水富村                               | 昭和29年7月1日 狭山市         | 昭和29年7月1日 狭山市                                                           | 昭和29年7月1日 狭山市                 | 狭山市                           | 狭山市                           | 狭山市                      | 狭山市     |
| 所沢町                                    | 所沢町                      | 所沢町                 | 昭和18年4月1日 所沢町                | 昭和25年11月3日 市制          | 昭和25年11月3日 市制                                                            | 昭和25年11月3日 市制                  | 所沢市                           | 所沢市                           | 所沢市                      | 所沢市     |
| 松井村                                    | 松井村                      | 松井村                 | 昭和18年4月1日 所沢町                | 昭和25年11月3日 市制          | 昭和25年11月3日 市制                                                            | 昭和25年11月3日 市制                  | 所沢市                           | 所沢市                           | 所沢市                      | 所沢市     |
| 富岡村                                    | 富岡村                      | 富岡村                 | 昭和18年4月1日 所沢町                | 昭和25年11月3日 市制          | 昭和25年11月3日 市制                                                            | 昭和25年11月3日 市制                  | 所沢市                           | 所沢市                           | 所沢市                      | 所沢市     |
| 小手指村                                  | 小手指村                    | 小手指村               | 昭和18年4月1日 所沢町                | 昭和25年11月3日 市制          | 昭和25年11月3日 市制                                                            | 昭和25年11月3日 市制                  | 所沢市                           | 所沢市                           | 所沢市                      | 所沢市     |
| 吾妻組合村 （荒幡村、北秋津村、久米村）   | 明治24年5月1日 吾妻村       | 吾妻村                 | 昭和18年4月1日 所沢町                | 昭和25年11月3日 市制          | 昭和25年11月3日 市制                                                            | 昭和25年11月3日 市制                  | 所沢市                           | 所沢市                           | 所沢市                      | 所沢市     |
| 山口組合村 （山口村、上山口村、勝楽寺村） | 明治35年6月1日 山口村       | 山口村                 | 昭和18年4月1日 所沢町                | 昭和25年11月3日 市制          | 昭和25年11月3日 市制                                                            | 昭和25年11月3日 市制                  | 所沢市                           | 所沢市                           | 所沢市                      | 所沢市     |
| 柳瀬村                                    | 柳瀬村                      | 柳瀬村                 | 柳瀬村                               | 柳瀬村                        | 昭和30年4月1日 所沢市に編入                                                     | 昭和30年4月1日 所沢市に編入           | 所沢市                           | 所沢市                           | 所沢市                      | 所沢市     |
| 三ヶ島村                                  | 三ヶ島村                    | 三ヶ島村               | 三ヶ島村                             | 三ヶ島村                      | 昭和30年4月1日 所沢市に編入                                                     | 昭和30年4月1日 所沢市に編入           | 所沢市                           | 所沢市                           | 所沢市                      | 所沢市     |
| 福岡村                                    | 福岡村                      | 福岡村                 | 福岡村                               | 福岡村                        | 福岡村                                                                          | 福岡村                                | 昭和35年11月3日 町制             | 昭和47年4月9日 改称市制 上福岡市 | 平成17年10月1日 ふじみ野市  | ふじみ野市 |
| 大井村                                    | 大井村                      | 大井村                 | 大井村                               | 大井村                        | 大井村                                                                          | 大井村                                | 昭和41年11月3日 町制             | 昭和41年11月3日 町制             | 平成17年10月1日 ふじみ野市  | ふじみ野市 |
| 三芳村                                    | 三芳村                      | 三芳村                 | 三芳村                               | 三芳村                        | 三芳村                                                                          | 三芳村                                | 昭和45年11月3日 町制             | 昭和45年11月3日 町制             | 三芳町                      | 三芳町     |
| 鶴瀬村                                    | 鶴瀬村                      | 鶴瀬村                 | 鶴瀬村                               | 鶴瀬村                        | 鶴瀬村                                                                          | 昭和31年9月30日 富士見村              | 昭和39年4月1日 町制              | 昭和47年4月10日 市制             | 富士見市                    | 富士見市   |
| 南畑村                                    | 南畑村                      | 南畑村                 | 南畑村                               | 南畑村                        | 南畑村                                                                          | 昭和31年9月30日 富士見村              | 昭和39年4月1日 町制              | 昭和47年4月10日 市制             | 富士見市                    | 富士見市   |
| 水谷村                                    | 水谷村                      | 水谷村                 | 昭和19年2月11日 北足立郡志紀町の一部 | 昭和23年4月1日 北足立郡水谷村 | 昭和23年4月1日 北足立郡水谷村                                                   | 昭和31年9月30日 富士見村              | 昭和39年4月1日 町制              | 昭和47年4月10日 市制             | 富士見市                    | 富士見市   |
| 宗岡村                                    | 宗岡村                      | 宗岡村                 | 昭和19年2月11日 北足立郡志紀町の一部 | 昭和23年4月1日 北足立郡宗岡村 | 昭和30年5月3日 北足立郡足立町の一部                                             | 昭和30年5月3日 北足立郡足立町の一部   | 昭和45年10月26日 改称市制 志木市 | 昭和45年10月26日 改称市制 志木市 | 志木市                      | 志木市     |

## 行政
入間・高麗郡長
| 代 | 氏名 | 就任年月日                | 退任年月日                | 備考                                                   |
| -- | ---- | ------------------------- | ------------------------- | ------------------------------------------------------ |
| 1  |      | 明治11年（1879年）3月17日 |                           |                                                        |
|    |      |                           | 明治29年（1896年）3月31日 | 高麗郡および比企郡の一部との合併により、旧・入間郡廃止 |

入間郡長
| 代 | 氏名     | 就任年月日               | 退任年月日                | 備考                   |
| -- | -------- | ------------------------ | ------------------------- | ---------------------- |
| 1  |          | 明治29年（1896年）4月1日 |                           |                        |
|    | 平井光長 |                          |                           |                        |
|    |          |                          | 大正15年（1926年）6月30日 | 郡役所廃止により、廃官 |